# Каюз (Орегон)
Каюз (англ. Cayuse) — переписна місцевість (CDP) в США, в окрузі Уматілла штату Орегон. Населення — 66 осіб (2020).

## Географія
Каюз розташований за координатами 45°40′35″ пн. ш. 118°34′25″ зх. д. / 45.67639° пн. ш. 118.57361° зх. д. (45.676497, -118.573500).  За даними Бюро перепису населення США в 2010 році переписна місцевість мала площу 7,46 км², уся площа — суходіл.

## Демографія
Згідно з переписом 2010 року, у переписній місцевості мешкало 68 осіб у 22 домогосподарствах у складі 19 родин. Густота населення становила 9 осіб/км².  Було 22 помешкання (3/км²).
Расовий склад населення:
| - 54,4 % — корінних американців - 44,1 % — білих - 1,5 % — чорних або афроамериканців |

До двох чи більше рас належало 0,0 %. Частка іспаномовних становила 0,0 % від усіх жителів.
За віковим діапазоном населення розподілялося таким чином: 20,6 % — особи молодші 18 років, 70,6 % — особи у віці 18—64 років, 8,8 % — особи у віці 65 років та старші. Медіана віку мешканця становила 45,5 року. На 100 осіб жіночої статі у переписній місцевості припадало 134,5 чоловіків;  на 100 жінок у віці від 18 років та старших — 116,0 чоловіків також старших 18 років.
За межею бідності перебувало 41,7 % осіб, у тому числі 64,7 % дітей у віці до 18 років та 77,8 % осіб у віці 65 років та старших.
Цивільне працевлаштоване населення становило 28 осіб. Основні галузі зайнятості: освіта, охорона здоров'я та соціальна допомога — 35,7 %, публічна адміністрація — 17,9 %, виробництво — 14,3 %.